# HighWay (groupe français)
HighWay, aussi stylisé Highway, est un groupe de Hard-Rock français, originaire de Sète, dans l'Hérault, formé en 1999.

## Biographie

### Les débuts (1999 - 2001)[3]
Le groupe HighWay est formé fin 1999 à Sète par les frères Romain et son cadet Benjamin Chambert (surnommé Ben).
Les frères sont rapidement rejoints par le chanteur Benjamin Folch, ami de lycée de Romain.
Le bassiste J.M Gantard et le second guitariste Guilhem Ayral ont rapidement rejoint le groupe après avoir répondu à une annonce parue dans les journaux locaux.
Les influencent principales du groupe sont alors AC/DC, les Guns N' Roses, Deep Purple, KISS ou encore Aerosmith.
Le groupe débute ses premiers concerts en Mars 2000 à Sète et ses environs, alternant reprises et premières compositions.
Une première démo intitulée "Sunrise Blues" est enregistrée au studio l'Athénée à Sète en Juillet 2000.
Elle permet au groupe de démarcher et d'écumer les bars, clubs et petites salles de concerts de la région se faisant une réputation de groupe incontournable en Live.
Guilhèm Ayral quitta le groupe en 2001 et fut remplacé par le guitariste Nicolas Thouraille, ami de lycée de Romain Chambert et Benjamin Folch.

### Les premiers albums (2002 - 2010)
En 2002, le groupe remporte la victoire du tremplin Rock régional les "Duels Rock" organisé au Rockstore à Montpellier . Cette victoire leur permis d'enregistrer et de distribuer leur premier E.P "Have a Beer!" (tiré à 500 exemplaires) incluant leurs premiers classiques tels que "Have a Beer!", "Only Rock'n'Roll" ou "Motel in Alabama" toujours joué en live à l'heure actuelle. L'E.P fut enregistré au studio Thymix de Pignan en 3 jours.
En 2005, le groupe enregistre son deuxième album "Goodbye Money" au studio "Trendkill" et signe avec le label de Hard-Rock Français "Brennus Music" pour la distribution de l'opus.
À la suite de divergences sur l'orientation musicale du groupe, Nicolas Thouraille quitte le groupe en 2007.
Après plusieurs essais infructueux de second guitariste, le groupe décide de rester en quatuor avec un seul guitariste en la personne de Ben Chambert.
Le premier vidéo-clip du groupe "In the Circus of Madness" est tiré de l'album "Goodbye Money".
Le groupe assoit sa réputation scénique dans le Sud de la France et assure ses premiers concerts Anglais dans la banlieue de Londres en 2009 après avoir gagné un tremplin organisé par le "New Capricone" à Sète .

### Les années "United States Of Rock'n'Roll" - La montée en puissance  (2011 - 2016)
En 2011, le groupe est de retour au studio "Trendkill" pour enregistrer leur troisième album "United States Of Rock'n'Roll" en quatuor.
A la fin des sessions d'enregistrements, le bassiste J.M Gantard quitte le groupe n'étant plus en phase avec les objectifs et l'ambition professionnelle grandissante des autres membres.
Il est immédiatement remplacé par Sam Marshal, alors fan du groupe.
L'album est distribué en Europe par Brennus Music  et HighWay signe un contrat pour une distribution aux États-Unis avec le label "Demon Doll Records".
Le groupe prend de la notoriété et effectue ses premières tournées nationales et Européennes.
Il partage l'affiche avec les grands noms de la scène Metal Française comme Vulcain , Nightmare, ADX  ou Satan Jokers mais assure aussi de nombreuses premières parties de groupes internationaux tels que les Crucified Barbara, Gotthard , Jeff Scott Soto , en Espagne, Kissing Dynamite , Nashville Pussy , Chris Holmes (ex-WASP) ou Michael Schenker Group sur six dates Allemandes en 2015.

### Le succès de "IV" et "The Journey"
Le groupe entre en studio en Septembre 2016 au "Stud" du Sud" à Saussines pour enregistrer leur 4eme album.
Ce dernier s'intitule "IV" et est mixé et masterisé par le producteur Brett Caldas-Lima au Tower Studio de Notre-Dame-De-Londres avec qui le groupe va tisser un fort lien créatif.
L'album est sorti le 29 Septembre 2017 via les labels Dooweet et Season Of Mist  et il reçoit d'excellentes chroniques de la presse spécialisée Européenne . HighWay est désormais considéré comme l'un des groupes majeurs de la nouvelle vague du Classic Hard-Rock.
"IV" est un album mûr et espiègle, efficace et doté d'une énergie envoûtante, qui place le groupe français au sommet de ce qui se fait de mieux au niveau national en matière de Hard Rock" .
Cet album inclut un duo avec le chanteur Américain Jeff Scott Soto sur le titre "Wake Up,". Le chanteur (ex-membre de Yngwie Malmsteen, Talisman etc...) est resté très proche du groupe depuis leur tournée commune en Espagne en 2014.
Plusieurs singles et vidéos sont extraits de "IV" :  
"Separate Ways" dont le clip mêlant concert et danse a été tourné au splendide Théâtre Molière de Sète.
"Damned Me" , tour-report d'une série de dates Espagnoles en ouverture de Michael Schenker Group.
"Knock It Off", vidéo-concept invitant l'actrice X Française Mylena Johnson .
"Chemical Trip", vidéo animée psychédélique réalisée par l'équipe de Christian De Vita, connu pour ses travaux avec Slash (Clip de Bad Rain extrait de Apocalyptic Love) ou Tim Burton (Frankenweenie).
La tournée pour la promotion de IV est un franc succès et est passée par la France, la Suisse et l'Espagne  (dont une date sold-out dans la fameuse Razzmatazz de Barcelone en ouverture de M.S.G) ainsi que sur de nombreux festivals Français.
Le groupe sort en Janvier 2020 une vidéo live de leur version Hard-Rock du titre traditionnel "Dirty Old Town"   enregistré à l'O'liver Pub de Lattes.
HighWay signe en 2021 avec le nouveau label Français "Rock City Music" pour la distribution de leur nouvel album prévu pour 2022 .
Après une tournée Espagnole en support des Américains de Enuff Z'nuff  le 5eme album du groupe sort mondialement le 02 Decembre 2022 chez Rock City Music Label . Première dans la discographie du groupe, il s'agit d'un album acoustique (ou unplugged) contenant huit titres. L'album est une fois de plus produit par Brett Caldas-Lima et contient le single à succès "Like a Rockstar".  

## Membres

### Membres actuels[26]
- Ben Chambert - Guitare, Chœurs (depuis 1999)
- Romain Chambert - Batterie (depuis 1999)
- Benjamin Folch - Chant (depuis 1999)
- Sam Marshal - Basse, Chœurs (depuis 2010)

### Membres passés
- Guilhèm Ayral - Guitare, Chœurs (1999 - 2001)
- Nicolas Thouraille - Guitare, Chœurs (2001 - 2007)
- J.M Gantard - Basse (1999 - 2010)

## Discographie[27]

### Albums studios
- 2002: Have a Beer! (E.P)
- 2005: Goodbye Money
- 2011: United States Of Rock'n'Roll
- 2017: IV
- 2022: The Journey

### Démo
- 2000: Sunrise Blues

## Clips Vidéos[28]
- In the Circus of Madness (26/09/2009)
- I Like It (29/11/2012)
- Wake Up feat. Jeff Scott Soto (20/09/2017) [29]
- Separate Ways (24/10/2017)
- Damned me (11/12/2017)
- Knock It Off (01/06/2018)
- Dirty Old Town (Ewin MacColl Cover)  (08/01/2020)
- Chemical Trip (20/06/2021) directed by Christian de Vita
- Like a Rockstar (05/11/2022) [30]
- The Journey (02/12/2022) [31]
- Chemical Trip (Live - Session Stay In Live - 26/02/2023) [32]
- One (21/05/2023) [33]
- In the Circus Of Madness Feat. Mère Dragon (25/08/2023)[34]